# Asiloidea
Asiloidea (лат.) — надсемейство двукрылых насекомых, насчитывающее 11 семейств. Его монофилия доподлинно не установлена.

## Описание
Представители надсемейства в основном кормятся на цветах во взрослом возрасте и являются хищниками на личиночной стадии. При этом члены семейства Bombyliidae паразитоиды, а члены семейства Asilidae — хищники, охотящиеся на других насекомых.

## Систематика
Около 12 000 видов. В состав Asiloidea включают около десятка семейств низших короткоусых мух (Brachycera), которые считаются наиболее близкими по отношению к большой группе Eremoneura (Cyclorrhapha + Empidoidea). Доказательства монофилии Asiloidea ограничены, и лишь немногие признаки определяют взаимоотношения между семействами Asiloidea и Eremoneura. Кроме того, такие загадочные роды как Hilarimorpha и Apystomyia сохраняют морфологические признаки как асилоидов, так и высших мух. Результат молекулярно-генетических исследований показали, что: (1) «асилоидный» род Apystomyia является сестринским для всех Cyclorrhapha, (2) остальные Asiloidea являются монофилетической группой за исключением семейства Bombyliidae, и (3) Asiloidea (исключая Bombyliidae) есть сестринская группа к Eremoneura, хотя значительная поддержка этому отсутствует.
Включает следующие семейства:
- Apioceridae
- Apsilocephalidae
- Apystomyiidae
- Asilidae
- Bombyliidae
- Hilarimorphidae
- Mydidae
- Mythicomyiidae
- Evocoidae
- † Protapioceridae — вымершее, обитали в Китае[10]
- Scenopinidae
- Therevidae